# Хайнрих (Саксония-Мерзебург)
Вижте пояснителната страница за други личности с името Хайнрих.
Хайнрих фон Саксония-Мерзебург (на немски: Heinrich von Sachsen-Merseburg; * 2 септември 1661, Мерзебург; † 28 юли 1738, Добрилуг) от рода на Албертинските Ветини, е херцог на Секундогенитур Саксония-Мерзебург-Шпремберг и от 1731 до 1738 г. на цялото Херцогство Саксония-Мерзебург.

## Живот
Той е шестият син на херцог Кристиан I фон Саксония-Мерзебург (1615 – 1691) и съпругата му Кристиана фон Шлезвиг-Холщайн-Зондербург-Глюксбург (1634 – 1701), дъщеря на херцог Филип фон Шлезвиг-Холщайн-Зондербург-Глюксбург (1584 – 1663). По-големите му братя са Кристиан II (1653 – 1694), херцог на Саксония-Мерзебург, Август (1655 – 1715), херцог на Саксония-Мерзебург-Цьорбиг, Филип (1657 – 1690), херцог на Саксония-Мерзебург-Лаухщет.
Хайнрих се жени на 29 март 1692 г. в Гюстров за херцогиня Елизабет фон Мекленбург-Гюстров (* 3 септември 1668, † 25 август 1738), дъщеря на херцог Густав Адолф (1633 – 1695) и принцеса Магдалена Сибила фон Шлезвиг-Холщайн-Готорп (1631 – 1719).
През 1694 г. Хайнрих построява дворец Шпремберг за своя резиденция, построява и увеселителна градина и обича да ловува. На 21 април 1731 г., на 69-годишна възраст, той получава цялото херцогство.
Умира на 28 юли 1738 г. на 76 години в дворец Доберлуг и е погребан в оловен ковчег катедралата на Мерзебург. Понеже няма мъжки наследник секундогенитур Саксония-Мерзебург попада обратно към Курфюрство Саксония.
- Хайнрих, херцог на Саксония-Мерзебург
- Хайнрих, херцог на Саксония-Мерзебург
- Елизабет фон Мекленбург-Гюстров
- Паметна плоча за херцог Хайнрих фон Саксония-Мерзебург

## Деца
Хайнрих и Елизабет фон Мекленбург-Гюстров имат децата:
- Мориц (1694 – 1695)
- Христина Фридерика (1697 – 1722)
- Густава Магдалена (1699)